# Avetis Aharonjan
Avetis Aharonjan (4. ledna 1866 Iğdır – 20. března 1948 Marseille) byl arménský učitel, politik, spisovatel, veřejná osobnost a revolucionář, účastník arménského národního hnutí. 

## Život
Avetis Aharonjan se narodil v roce 1866 v Surmali, v Jerevanské gubernii, v Ruské říši (dnes Iğdır, Turecko), v rodině Arakela a Zardary Aharonjanových. Když vyrůstal, byl ovlivněn přírodními rysy svého rodiště, jako byly řeka Aras a hora Ararat, které se obě nacházely poblíž Surmali. S druhou manželkou Nvard měl syna Vroira.
Jeho matka ho naučila číst a psát. Po dokončení základního vzdělání na vesnické škole byl poslán do Ečmiadzinova Gevorkianského semináře. Po jeho absolvování se na několik let stal učitelem, poté odešel studovat historii a filozofii na švýcarskou univerzitu v Lausanne. Během této doby potkal Kristapora Mikaeliana (1859–1905), který byl šéfredaktorem novin Troshag, spřátelil se s Télémaque Tutundjian de Vartavan (1880–1933), který byl na právnické fakultě od roku 1900. Spojili své úsilí o vytvoření nezávislé Arménie, pak začal psát do novin. V roce 1901 odešel Aharonjan studovat literaturu na Sorbonnu.
R. 1902 se vrátil na Kavkaz a stal se ředitelem Nersiánské školy v Tiflisu a šéfredaktorem novin Mourj. Tam byl v roce 1909 zajat carskou vládou a uvězněn v Metekhiho vězení, kde onemocněl. O dva roky později, po štědrém daru 20 000 rublů, uprchl do Evropy.
Na Kavkaz se vrátil v roce 1917 a předsedal Arménské národní radě, která 28. května 1918 vyhlásila nezávislost První Arménské republiky. Podepsal Batumskou smlouvu s Osmanskou říší. Od 30. května 1918 do 1. srpna 1918 byl prvním prezidentem Arménie, od 5. srpna 1919 do 2. prosince 1920 byl třetím prezidentem.
V roce 1919 byl vedoucím arménské delegace na pařížské mírové konferenci s Boghosem Nubarem (1851–1930) a podepsal smlouvu ze Sèvres formulující „Wilsonovskou Arménii“ v přímé spolupráci s arménskou diasporou.
Po roce 1920 žil Aharonjan v emigraci v Paříži. V roce 1926 byl Antoinem Meilletem nominován na Nobelovu cenu za literaturu. V roce 1934 prodělal mozkovou mrtvici a posledních čtrnáct let svého života žil v totální neschopnosti. Aharonjan zemřel v Marseille r. 1948.
Jeho syn, Vardges Aharonjan, byl spisovatel a aktivista.

## Dílo
- Armenische Erzählungen – Leipzig: Reclam, 1902
- Les Anciennes Croyances Arméniennes (d’après le Folk-Lore Arménien) – Genève: s. n., 1913

### V češtině
- Obrázky z tureckého Arménska – přeložil O. S. Vetti. Praha: Jan Otto, 1903
- Povídky – př. O. S. Vetti. Brno: Benediktinská knihtiskárna, 1906?
- Chaj – př. František Soldat; in: 1000 nejkrásnějších novel... č. 5. Praha: J. R. Vilímek, 1911